# Ruslanbek Davletov

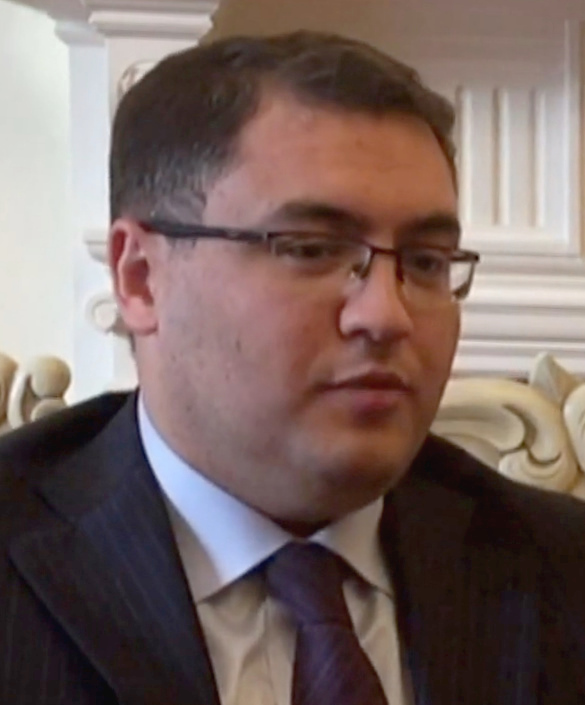
Ruslanbek Davletov

Ruslanbek Quroltoyevich Davletov (russisch Русланбек Куролтайевич Давлетов Ruslanbek Kuroltaijewitsch Dawletow, geboren 1. Juni 1980 im Bezirk Shovot, Provinz Xorazm) ist ein usbekischer Jurist, Ökonom und Politiker. Er war von 2017 bis 2022 Justizminister von Usbekistan.

## Leben
Im Jahr 2001 erhielt Davletov einen Bachelor-Abschluss an der University of Warwick und im Jahr 2003 einen Master-Abschluss an der Universität für Weltwirtschaft und Diplomatie. Im Jahr 2007 absolvierte er die Staatliche Wirtschaftsuniversität Taschkent und im Jahr 2010 die Akademie für Staats- und Gesellschaftsbau beim Präsidenten der Republik Usbekistan.
Ab 2001 war er beim Staatlichen Komitee für Demonopolisierung und Wettbewerbsentwicklung als führender Spezialist tätig. Von 2004 bis 2012 diente er als führender Spezialist, Hauptfachmann für Informations- und analytische Verwaltung, Verwaltung der rechtlichen Prüfung und internationale Verträge des Ministerkabinetts Usbekistans. In den Jahren von 2012 bis 2014 war er stellvertretender Direktor, stellvertretender Direktor des Forschungszentrums für Demokratisierung und Liberalisierung des Justizrechts und die Gewährleistung der Unabhängigkeit des Justizsystems beim Obersten Gerichtshof Usbekistans. Von 2014 bis 2016 war er Leiter des Bereichs zur Koordinierung der Aktivitäten der Strukturen des Senats und der gesetzgebenden Kammer des Dienstes für die Zusammenarbeit mit dem Oliy Majlis, politischen und öffentlichen Organisationen der Präsidialverwaltung.
Von 2016 bis Januar 2017 war er der erste stellvertretende Justizminister. Ab dem 4. Januar 2017 war er der erste stellvertretende Staatsberater des Präsidenten Usbekistans für die Koordinierung der Arbeit mit Beschwerden von Einzelpersonen und juristischen Personen. Vom 14. August 2017 bis zum 15. November 2022 war Davletov Justizminister. Seit dem 15. November 2022 ist er Berater des Präsidenten in Fragen der gesellschaftspolitischen Entwicklung.
Seit September 2019 ist Davletov Mitglied des politischen Rates der Partei Adolat.